# 13185 Agasthenes
13185 Agasthenes è un asteroide troiano di Giove del campo greco. Scoperto nel 1996, presenta un'orbita caratterizzata da un semiasse maggiore pari a 5,1919604 UA e da un'eccentricità di 0,0537123, inclinata di 9,10740° rispetto all'eclittica.
L'asteroide è dedicato ad Agastene, re dell'Elide che inviò una flotta di 40 navi per la guerra di Troia.